# (4098) Thraen
(4098) Thraen es un asteroide que forma parte del cinturón exterior de asteroides y fue descubierto el 26 de noviembre de 1987 por Freimut Börngen desde el Observatorio Karl Schwarzschild, en Tautenburg, Alemania.

## Designación y nombre
Thraen fue designado inicialmente como 1987 WQ1.
Más tarde, en 1989, se nombró en honor del astrónomo alemán Anton Karl Thraen (1843-1902).

## Características orbitales
Thraen está situado a una distancia media de 3,226 ua del Sol, pudiendo alejarse hasta 3,626 ua y acercarse hasta 2,826 ua. Su inclinación orbital es 2,932 grados y la excentricidad 0,1239. Emplea en completar una órbita alrededor del Sol 2116 días.

## Características físicas
La magnitud absoluta de Thraen es 12,9.